# كارلوس ميسا
كارلوس دييغو دي ميسا (بالإسبانية: Carlos Mesa)‏(12 أغسطس 1953-)، مؤرخ بوليفي وصحفي وسياسي، شغل منصب الرئيس الثالث والستين لبوليفيا من عام 2003 إلى 2005. شغل سابقًا كسياسي مستقل منصب النائب السابع والثلاثين لرئيس بوليفيا من 2002 إلى 2003 في عهد غونزالو سانشيز دي لوزادا وكان المتحدث الدولي باسم الدعوى التي رفعتها بوليفيا ضد تشيلي في محكمة العدل الدولية من 2014 إلى 2018. كان عضوًا في الجبهة الثورية اليسارية، كما شغل منصب زعيم المجتمع المدني وهي أكبر مجموعة برلمانية معارضة في بوليفيا منذ عام 2018.
عين كارلوس ميسا رئيسا للجمهورية البوليفية بعد استقالة الرئيس البوليفي غونسالو سانشيس دي لوسادا في 17 أكتوبر 2003، أثر التعبئة الشعبية الكبيرة ضد حكومته التي حملت مسؤولية مقتل أكثر من 80 شخصا خلال 32 يوما من التظاهرات التي قمعها الجيش والشرطة بعنف. ووافق الكونغرس في جلسة استثنائية على استقالة سانشيس دي لوسادا الذي انتقل فورا إلى ميامي الولايات المتحدة مع عائلته، بعد أن سحب كارلوس ميزا، الرجل الثاني في الحكومة، دعمه لسانشيس دي لوسادا احتجاجا على قمع الجيش بالأسلحة الثقيلة لتظاهرات في لاباز وفي ايلالتو خلال عطلة نهاية الأسبوع الماضي.
بعد 20 شهراً، في 9 يناير 2005، و في وسط تظاهرات تطالب بتأميم قطاع الطاقة، أعلن كارلوس ميسا في تصريح متلفز استقالته بسبب الاضطرابات التي هزت البلاد ومظاهرات غاضبة تطالب بتأميم قطاع الطاقة، وقال: واجب عليّ أن أقول إنني بلغت أقصى ما يمكنني الوصول إليه، مضيفاً ولذلك قررت تقديم استقالتي من منصب رئيس الجمهورية .

## روابط خارجية
- كارلوس ميسا على موقع IMDb (الإنجليزية)
- كارلوس ميسا على موقع الموسوعة البريطانية (الإنجليزية)
- كارلوس ميسا على موقع مونزينجر (الألمانية)
- كارلوس ميسا على موقع إن إن دي بي (الإنجليزية)